# 塔克斯多夫
塔克斯多夫是德国石勒苏益格－荷尔斯泰因州的一个市镇。总面积7.65平方公里，总人口85人，其中男性42人，女性43人（2011年12月31日），人口密度11人/平方公里。